# Constant Madtoingué
Constant Madtoingué (sinh ngày 23 tháng 9 năm 1994) là một hậu vệ bóng đá người Tchad và thành viên của Đội tuyển bóng đá quốc gia Tchad. Anh có 5 lần ra sân cho đội tuyển quốc gia, và là một phần của chiến dịch vòng loại cho Cúp bóng đá châu Phi 2017.

## Sự nghiệp quốc tế
Constant ra mắt trong trận giao hữu trước Guinea Xích Đạo vào tháng 2 năm 2011. Ngay sau đó, anh thi đấu ở Vòng loại Cúp bóng đá châu Phi 2012 trước Botswana, nơi Tchad thua 0-1 ở N'Djamena. Anh là một phần của đội bóng vô địch CEMAC 2014. Anh cũng có 7 lần ra sân không chính thức cho Tchad.